# Capilla de la Virgen del Pópulo (Catedral de Orense)
La Capilla de la Virgen de Pópulo es una obra realizada por Andrés de Arén y Juan de Iriarte en 1667. Está ubicada en la Catedral de Orense (Galicia, España).  

## Historia

### Capilla
Originalmente, en el lado derecho de la puerta de entrada a la Capilla del Santo Cristo, ubicada en el paramento oriental del extremo norte del transepto, se hallaba a mediados del siglo xvi un altar dedicado a Santa Lucía, espacio que albergaba, además de una imagen de la titular, tallas de Santa Marina, Santa Margarita y San Blas tal y como figura en la visita de 1568 del obispo Fernando Tricio de Arenzana. Hay constancia de que para comienzos del siglo xx aún recibían culto las imágenes de Santa Lucía y Santa Marina,: 145  si bien es posible que la talla de Santa Lucía venerada para ese entonces no fuese la original ya que la que se halla hoy día en la capilla está fechada en el siglo xviii, mientras que la imagen de Santa Marina fue retirada hace décadas y en la actualidad su lugar lo ocupa una talla de Santa Bárbara antes emplazada en el retablo de San Juan,: 104  estructura que hoy cuenta con una talla de la Magdalena penitente en el espacio donde se hallaba la figura de la santa. Cabe destacar que antes de la llegada de la imagen de Santa Bárbara estuvo situada en su lugar una talla de Santa Marta del siglo xvii, hoy venerada en la Capilla de la Conversión de San Pablo; tras la retirada de esta última imagen la sección derecha de la Capilla de la Virgen del Pópulo (donde se ubica la talla de Santa Bárbara) permanecería vacía por algunos años, siendo en ocasiones llenada con flores.
En 1667, mediante escritura ante Juan de Cárdenas, el cabildo cedió el patronato de la capilla, junto con un total de seis sepulturas, a Juan Pardo Afan de Rivera y Salgado (vulgarmente conocido como «Perafán»), señor de la casa y solar de los Araújo en Lovios,: 145–146  siendo la capilla edificada ese mismo año por Andrés de Arén y Juan de Iriarte,: 53  a quienes Salgado encomendó «la obra de piedra de su capilla»; vecino de Orense, era familiar del Santo Oficio de la Inquisición y sirvió como capitán de un galeón español en la Flota de Indias, fundando en 1675, en la entonces Iglesia de la Compañía de Jesús (actual Iglesia de Santa Eufemia), «la fiesta de las cuarenta horas, a celebrar el domingo, lunes y martes de Carnestolendas», tal y como consta en el protocolo de Diego Sánchez.: 137–138, 197  Salgado, en virtud de su testamento, firmado el 26 de junio de 1678, cedió a la mesa capitular los cotos que poseía en Torno y Gendive paralelamente con sus rentas y derechos. Siete años después, en 1685, estos terrenos serían reclamados por un portugués a quien dichas tierras fueron arrebatadas durante la guerra de Restauración para ser vendidas por el rey Felipe IV a Salgado. Este pleito no sería resuelto hasta casi 35 años después, en 1719; el Supremo Consejo resolvió en contra del cabildo, a quien ordenó devolver los cotos al demandante junto con los frutos generados desde la contestación de la demanda, sobre lo que otorgó escritura de concordia con Gabriel de Vasconcellos en 1722.: 145–146 

### Virgen del Pópulo
En lo que respecta a la Virgen del Pópulo, la devoción a este título mariano resulta prácticamente inexistente tanto en la ciudad como en la provincia, siendo el cuadro que preside la capilla homónima de la catedral la única representación de María bajo este título que se halla expuesta a la veneración de los fieles en toda la capital (fuera de la vista del público, en la sacristía, se conserva un lienzo anónimo del siglo xviii).: 103  Destaca sin embargo la existencia del culto a la advocación de la Virgen del Pópulo en Orense con anterioridad a la construcción de esta capilla puesto que en 1659 Jerónimo Araújo Salgado, vecino de Valladolid, afirmó ser patrón y descendiente de los fundadores de la Capilla del Ecce Homo de la iglesia del Convento de San Francisco. Con el fin de hacer valer sus derechos y ser reconocido como nuevo patrón, debió abonar al cenobio un total de 400 reales en concepto de compensación por los gastos generados durante su ausencia. A mayores, para evitar la pérdida del patronato por el hecho de residir fuera de Galicia, Araújo tomó la decisión de realizar una fundación perpetua de dieciséis misas rezadas y tres cantadas todos los años en dicha capilla, tanto por su intención como por la de sus antepasados, figurando entre los diversos días para el oficio de las ceremonias el 8 de septiembre, día de la Virgen del Pópulo:: 299–300 

[…] y ansimesmo el dicho Don Geronimo de Araujo y Salgado se obligo con su persona y vienes, muebles y raiçes, avidos y por aver de que entregara a Don Françisco Destrada 150 ducados para que se den a zenso para que con los reditos dellos que son 7 ducados y medio el dicho convento los cobre cada un año y por ellos le digan por su yntençion y de sus pasados 3 misas cantadas con diacono y sudiacono y responso sobre las dichas sepulturas, la una de ellas el dia de la Conçepçion de Nra. Señora que es el 8 del mes de diçienbre y otra el dia de la Asunçion, que es el 15 de agosto y otra el dia de difuntos, todos los años por los dias que ba dicho, y ansimismo a de ser obligado el dicho convento a dezir 16 misas rezadas en esta manera, una el dia de difuntos en el altar de San Luis y en los 8 dias siguientes cada dia otra reçada en el dicho altar de San Luis con los responsos sobre la sepulturas del dicho Don Geronimo, y las 7 misas rezadas restantes a cunplimiento de las dichas 16 sean de dezir en el altar del santo Exsehomo que va dicho, una el dia de San Jeronimo, y otra el dia de San Antonio, y otra el dia de la Madarena, y otra el dia del Virgen del Populo, que es a 8 del mes de setienbre, y otra el dia de la Santa Madre Theresa de Jesus, y otra el dia de San Françisco, y otra el dia de San Buena Bentura con responso sobre las dichas sepulturas y todas las misas se an de dezir todos los años para todo tienpo de sienpre jamás.: 300 

Por su parte, cabe destacar también el hecho de que un veedor de Catalina de la Cerda y Sandoval, condesa consorte de Lemos por su matrimonio con Pedro Fernández de Castro y Andrade, VII conde de Lemos, adquirió una imagen de la Virgen del Pópulo a la condesa, pieza que el matrimonio habría comprado durante su estancia en Nápoles,: 115  donde fungieron como virreyes desde 1610 hasta 1616; esta pieza formaba parte de la vasta colección de ambos nobles, cuyo ajuar contaba con diversos objetos de carácter religioso tales como ornamentos y relicarios debido a que en aquel entonces la religión era considerada una cuestión de Estado, lo que a su vez denotaba la importancia de sus dueños a nivel social. Los objetos más valiosos de este tipo de colecciones solían figurar como no vendidos, mientras que los de poco valor eran por lo general enajenados a miembros de la nobleza o a plebeyos privilegiados, como el caso de esta imagen mariana.: 115 

## Descripción
La capilla se compone de arcosolio, retablo e imágenes exentas:

### Arcosolio
El arcosolio fue construido siguiendo los esquemas del barroco. A ambos lados destacan dos prominentes pilastras sustentadas sobre sencillos netos; las de los interiores sobresalen gracias al escalonamiento de la cornisa y cuentan con motivos ornamentales en relieve consistentes en rectángulos de diversas dimensiones, mientras que las pilastras de los exteriores son más sencillas y prácticamente carecen de ornamentos, estando ambas coronadas por capiteles dóricos. En el centro se halla una hornacina de medio punto apoyada sobre pilastras coronadas por capiteles también dóricos y fuste de sencilla labra, estando los muros del nicho decorados con relieves similares a casetones, los cuales quedan ocultos por el retablo. En lo que respecta al arco, este cuenta con nueve dovelas, perfiladas por una delgada aunque detallada arquivolta, y una notable ménsula en el vértice complementada por relieves vegetales en las enjutas. Sobre el arco y las pilastras se erige un entablamento compuesto por un simple arquitrabe y, encima, cinco triglifos (los de los extremos adelantados al hallarse sobre las pilastras interiores) y cuatro metopas (decoradas con relieves florales). Todo el conjunto se remata con un monumental frontón partido curvo en cuyo centro figura un delgado marco rectangular que acoge el escudo de armas de Salgado. Este blasón consta de un total de tres cuarteles, con los dos primeros en el área superior y el tercero en la zona inferior: en el primer cuartel aparecen tres fajas (Rivera); en el segundo un águila coronada (Pardo); y en el tercero dos castillos colocados en faja, sumados de sendas aves las cuales se encuentran posadas y afrontadas picando en un saladero (Salgado). Acolado por una Cruz de Calatrava, el escudo se halla timbrado con un yelmo y adornado con lambrequines.: 15  Por su parte, una inscripción en la parte superior del entablamento recuerda el patronato de la capilla: «ESTA CAPILLA ES DE D. JUAN PARDO DE TIVERA Y SALGADO AÑO 1667».: 54 

### Retablo

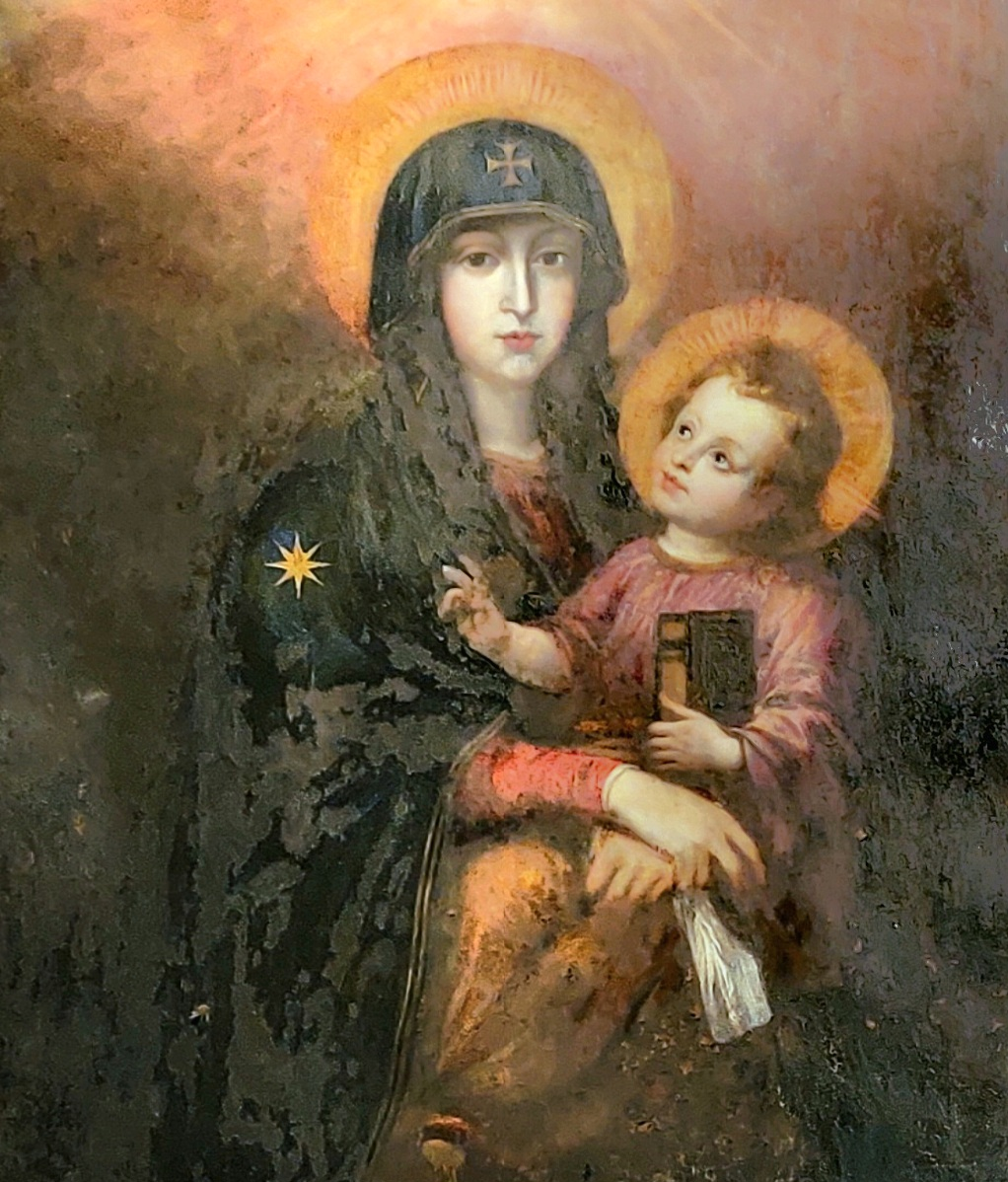
Cuadro de la Virgen del Pópulo.

El retablo, de estilo barroco y fechado en el siglo xvii, destaca por su pequeño tamaño en comparación con las dimensiones de la capilla, esto debido a la poca altura del arco bajo el que se cobija. Dorado en su totalidad salvo por algunas áreas policromadas, consta de un cuerpo con una sola calle, banco y ático. El banco se compone de una ménsula en cada extremo y de una sucesión de rombos y óvalos en relieve de cromatismo verde y rojo, constando en el centro una suerte de marco con filigranas presidido por un prisma trapezoidal en cuyo centro figura un rectángulo con semicírculos en los extremos. En lo tocante al cuerpo, este presenta a los lados una columna corintia con el fuste dividido en tres secciones claramente diferenciadas: la inferior posee estrías en diagonal con marcados relieves polícromos; la intermedia alberga decoración en escamas; y la superior presenta estrías en diagonal más delgadas que las del área inferior, sin policromía y en sentido opuesto. En lo referente al centro del cuerpo, este exhibe un elaborado marco conformado por un perfil decorado a base de rombos verdes y rojos y una prominente moldura de la que arrancan formas similares a tornapuntas, hallándose ornamentada con hojas y motivos semejantes a lágrimas. Estas últimas decoraciones siguen un mismo patrón: entre cada «tornapunta» se sitúa una hoja flanqueada por dos «lágrimas» a cada lado, con la salvedad de las esquinas, en las que las «lágrimas» quedan reducidas a una. Sobre el cuerpo del retablo resalta un entablamento escalonado en los laterales con una decoración similar a la presente en el banco aunque más sencilla al poseer un tamaño inferior. Por último, el conjunto se remata con un ático consistente en un frontón curvo cuya única decoración se reduce a un círculo flanqueado por dos figuras semejantes a lágrimas tumbadas. Pese a no existir constancia documental acerca del autor del retablo, su similitud con algunos de los cuerpos del retablo mayor de la iglesia del Monasterio de Santa María de Montederramo llevó a Ramón Yzquierdo Perrín, José Hervella Vázquez y Miguel Ángel González García a atribuir la obra a Juan de Cabrera, quien trabajó en el retablo monacal junto a su padre Bernardo.: 138 
El elemento más importante del retablo se halla en la sección central del cuerpo y consiste en una lámina de cobre con la imagen de la Virgen del Pópulo. Esta iconografía mariana se designa por lo general con el nombre de «Odighitria», cuyo significado sería «aquella que muestra el camino», si bien también se la denomina «Theotokos», es decir, «Madre de Dios» o, literalmente, «la que dio luz a Dios».: 15  La Virgen aparece luciendo en la mano derecha un manípulo (pañuelo ceremonial bordado en lino utilizado por la nobleza romana), inicialmente símbolo consular y después imperial, detalle que implica que María es mostrada como «Regina Caeli».: 64  Las manos de la Virgen se encuentran cruzadas una sobre la otra, con la izquierda agarrando la pierna del Niño Jesús, a quien abraza dulcemente; fiel al icono de la «Salus Populi Romani», la mano derecha de María se posa sobre la izquierda en vez de señalar a Jesús como la «Odighitria». Los pliegues de los paños son suaves y en mayor medida imperceptibles dada la importante pérdida cromática que presenta la obra, en la que destaca una potente luz que baña a ambas imágenes, creando a su vez suaves claroscuros. La figura del infante descansa sobre el regazo de su madre y se muestra como Pantocrátor, levantando el brazo derecho en un gesto de bendecir mientras en la mano izquierda porta el Libro de la Vida.: 578–579  Jesús figura con la cabeza erguida mirando a su madre, quien mira de frente aunque no directamente al espectador, destacando sobre su frente la sombra producida por el maforion azul oscuro que la cubre, en el que desatacan una estrella a la altura del hombro derecho y una Cruz de Malta en la cabeza. El cuadro, de escuela italiana, fue sometido a un proceso de restauración en 2007 por parte de la empresa Alquimia, que llevó a cabo una consolidación de la policromía debido a que la misma se estaba desprendiendo, para lo cual fue necesario retirar la lámina del retablo.

### Imágenes exentas
La capilla cuenta con dos imágenes exentas apoyadas en sencillas peanas de madera, ambas pertenecientes a la escuela castellana. A la izquierda se sitúa una talla de Santa Lucía, obra anónima del siglo xviii.: 54  Ornamentada con una aureola estrellada, la imagen viste sayo rojo pálido ajustado con cíngulo, por debajo túnica verde, zapatos negros y, sobre los hombros, una capa bermellón de angulosos pliegues, siendo más marcados los drapeados de la saya y la túnica, con todas las prendas realzadas por cenefas doradas. Pese a que a día de hoy cuelgan dos ojos en su mano derecha, la pose de la misma indica que en origen portaba la palma del martirio, mientras que la postura de la mano izquierda, con la palma hacia arriba, denota que sobre ella se hallaba un cuenco o plato con los dos ojos. Por su parte, a la derecha se ubica la talla de Santa Bárbara, pieza también anónima fechada igualmente en el siglo xviii. De un tamaño inferior a la imagen de Santa Lucía, la talla luce una túnica color marfil salpicada con motivos vegetales y ceñida con cíngulo, mangas anaranjadas con puños dorados, zapatos negros y un manto con envés bermellón, revés celeste y cenefa dorada, artísticamente recogido a la altura de las clavículas con un broche. En la mano derecha porta la palma del martirio mientras con la izquierda sostiene la torre propia de su iconografía, exhibiendo a mayores el cabello suelto y una sencilla aureola. Pese a que la imagen de Santa Bárbara procede del cercano retablo de San Juan, originalmente no formaba parte de la estructura,: 104  resultando su procedencia desconocida al igual que ocurre con la talla de Santa Lucía, aunque esta última podría haber sido creada expresamente para reemplazar a la imagen que presidía el altar dedicado a la santa en el siglo xvi, figura que podría corresponderse a su vez con la talla de Santa Lucía custodiada en el Museo Catedralicio, obra del taller de Cornielles de Holanda.